# Louis Lavelle
Louis Lavelle (St. Martin de Villereal, 1883. – Pariz, 1951.), francuski filozof, romanopisac, esejist, dramaturg, scenarist i kritičar.

## Vanjske poveznice
- Biografija i citati Louis Lavelle